# Stenurus nanjingensis
Stenurus nanjingensis is een rondwormensoort uit de familie van de Pseudaliidae. De wetenschappelijke naam van de soort is voor het eerst geldig gepubliceerd in 1983 door Tao.